# Hans-Jakob Siber
Hans-Jakob Siber (* 4. September 1942) ist ein Schweizer Regisseur, autodidaktischer Paläontologe und Unternehmer.

## Leben
Hans-Jakob Siber machte die A-Matura (Altgriechisch und Latein), ging in die USA und belegte an der Montana State University die Fächer Theater und Film.
In die Schweiz zurückgekehrt, gründete Siber mit seinem Vater Hans und seinem Bruder Edward die Firma Siber+Siber, die mit Mineralien und Fossilien handelt. Zunächst arbeitete Siber als Regisseur und produzierte zwischen 1968 und 1972 Experimentalfilme. Damit verdiente er jedoch kein Geld.
Er wandte sich daraufhin der Paläontologie zu, studierte Literatur zu Fossilien und begann eigene Grabungen. In den 1980er-Jahren grub er in Peru Skelette von fossilen Bartenwalen aus. Später grub er in Wyoming (USA) die versteinerten Überreste eines Raubsauriers (Allosaurus "Big Al") und von pflanzenfressenden Sauriern (u. a. Stegosaurus, Diplodocus) aus. Er interessierte sich auch für versteinerte Bäume.
Siber gründete in einem stillgelegten Fabrikgebäude in Aathal, im Schweizer Kanton Zürich, das Sauriermuseum Aathal, das 1992 eröffnet wurde. Hier werden unter anderem 18 lebensgrosse Saurierskelette und Sauriermodelle gezeigt. Siber organisierte dort mehrere Sonderausstellungen und war Initiator eines wissenschaftlichen Symposiums zu Stegosauriern 2009. Siber und sein Museumsteam arbeiten u. a. mit der Universität Zürich und der Eidgenössisch Technischen Hochschule Zürich (ETH Zürich) zusammen.

## Auszeichnungen
Anlässlich ihrer 89. Jahresversammlung in Aathal verlieh die Schweizerische Paläontologische Gesellschaft ihm die Amanz-Gressly-Auszeichnung für seine bedeutenden Verdienste rund um die Ausgrabung von Dinosauriern, deren Erforschung und die damit verbundene Wissensvermittlung.
Siber verfügt über einen Ehrendoktortitel der Universität Zürich.